# Jugoslavenstvo
Jugoslavenstvo, Jugoslavizam ili Jugoslavenski nacionalizam su nazivi za ideju kulturnog i političkog jedinstva, ujedinjavanja ili zajedničkog djelovanja južnih Slavena i Jugoslavena. Jugoslavenstvo je osim ideje, konkretna realizacija jugoslavenske nacije. 

## Povijest

### Ilirski pokret
Ideja jugoslavenstva (južnoslavenstva) javlja se u Hrvata već u 17. stoljeću, kada su o tome pisali Juraj Križanić i Pavao Ritter Vitezović. U drugim južnoslavenskim narodima ideja se javlja nešto kasnije, te u vrijeme Hrvatskog narodnog preporoda dva stoljeća kasnije nastaje Ilirski pokret, koji je izvorno imao kao cilj slavensko jedinstvo, ali je pokret imao dovoljno jak odjek samo u jezgri hrvatskoga naroda (susjedni narodi Srbi i Slovenci su ga u većoj ili manjoj mjeri odbili) pa je ishod ilirizma oblikovanja hrvatske nacije i njezina identiteta.

### Prvi svjetski rat i Kraljevina SHS – Kraljevina Jugoslavija
Uoči I. svjetskog rata i tijekom njega južnoslavenska ideja, kao element različitih nacionalnih i političkih ideologija, postojala je u različitim oblicima. Kao ideologiju unitarnoga jugoslavenstva u najradikalnijem ju je obliku zastupao pokret »jugoslavenske nacionalističke omladine«, ali i najveći dio srpskih snaga u Monarhiji i neke slovenske skupine. Ideju federalističkoga jugoslavenstva najdosljednije su zastupali Supilo i Jugoslavenski odbor, a nakon proglašenja Države SHS i većina Narodnoga vijeća. Tijekom rata prijetila je opasnost da će se Srbija nagraditi teritorijalnim proširenjem na račun hrvatskih prostora, a Italija na račun Slovenaca i Hrvata, dok bi Austro-Ugarska preživjela amputacije. Zbog toga je ujedinjenje u državu južnih Slavena osiguravalo okupljanje krajeva u kojima žive Slovenci i Hrvati. Većina političkih krugova u Srbiji južnoslavensku su ideju shvaćali kao prošireno srpstvo. Te su se koncepcije razlikovale po shvaćanju uloge oblikovanih nacionalnih individualnosti, po pitanju načina ujedinjenja te po zamislima o unutarnjem ustroju buduće države.
Stvaranjem Kraljevstva odnosno Kraljevine SHS 1918. južnoslavenska ideja politički je ostvarena u obliku unitarne, centralizirane monarhije sa znatnom prevlašću srpske dinastije i političke elite. Unitarističko je jugoslavenstvo proglašenjem diktature kralja Aleksandra 1929. pretvoreno u službenu ideologiju. Bilo je zabranjeno isticanje nacionalnih imena i zastava, a svi su narodi ukazom postali Jugoslaveni, pripadnici jedne jugoslavenske nacije koja ima "tri plemena": Srbe, Hrvate i Slovence, ali jedan narod. Ideja o jugoslavenskoj naciji se zbog državnog terora, monarhofašizma kralja Aleksandra trajno kompromitirala. Ideja federalističkog jugoslavenstva postala je uporištem političkog programa dviju suprotstavljenih oporbenih skupina: Hrvatske seljačke stranke (HSS), koja ga je namjeravala provoditi u sklopu postojeće zajednice, i ilegalne Komunističke partije Jugoslavije (KPJ), koja se zauzimala za revolucionarnu promjenu vlasti. HSS se 1939. uspio izboriti za Banovinu Hrvatsku, koja je obuhvaćala veliki dio hrvatskog prostora, imala autonomiju, a predstavljala je početak federalizacije Kraljevine Jugoslavije.

### Drugi svjetski rat i socijalistička Jugoslavija
Brzi poraz vojske Kraljevine Jugoslavije u travnju 1941. i nepostojanje pokreta otpora do 22. lipnja 1941. koji su poveli Josip Broz Tito i KPJ, pokazali su potpunu slabost poveznica između pojedinih naroda u Jugoslaviji. U okolnostima građanskog rata i otpora nacizmu, KPJ je ponudila vlastitu koncepciju jugoslavenskog federalizma i ravnopravnosti svih nacija, uključujući i Makedonce i Crnogorce, a poslije i Muslimane. Takva se koncepcija, barem deklarativno, počela ostvarivati odmah nakon oslobođenja zemlje 1945. Iako granicama novih republika iz 1945. nisu svi bili zadovoljni, najveći su gubitnici bili Albanci, jer su podijeljeni između Srbije (Kosovo), Crne Gore i Makedonije. 
U socijalističkoj Jugoslaviji federalističko jugoslavenstvo bilo je vladajuća doktrina, ali je federalizam prvih dvaju desetljeća bio znatno ograničen centraliziranom upravom i snažnim pritiskom unitarističkoga jugoslavenstva. Unatoč dogmi bratstva i jedinstva, nacionalne napetosti bile su općeprisutne (premda ne uvijek i vidljive), a nastojanje da se jugoslavenski unitarizam, povezan s tradicijom jugoslavenskog nacionalizma i idejom nove socijalističke nacije, različite od koncepta nacija što su ga zastupale građanske skupine, nametne kao rješenje za Titovu Jugoslaviju, zaživjelo je samo površno. Nasuprot tomu, u dijelu kulturne elite, slijedom Krležina osmišljavanja južnoslavenske kulture razvijana je ideja jugoslavenskog kulturnog zajedništva, koja je nastojala pomiriti hrvatski kulturni identitet s jugoslavenskim federalizmom.
Tito je na 8. kongresu SKJ rekao:
Zaključio je svoju misao da cilj Saveza komunista treba biti cvjetanje svih naših nacionalnih kultura.
Par godina kasnije, u doba Hrvatskoga proljeća hrvatsko političko vodstvo na čelu s Mikom Tripalom i Savkom Dabčević-Kučar osudilo je jugoslavenski unitarizam i razradilo model specifičnoga jugoslavenskog ustrojstva, koji je imao neka konfederalna obilježja: republike su trebale imati obilježja država, federacija bi postala dogovorna tvorba. U toj je koncepciji od jugoslavenske ideje zadržana tek predodžba o povijesnoj povezanosti jugoslavenskih nacija-država i potrebi njihove političke suradnje kao samostalnih i ravnopravnih subjekata dogovorno uspostavljene zajednice. Premda su takva rješenja konačno uglavnom uključena u Ustav SFRJ 1974., nasilno gušenje Hrvatskoga proljeća jugoslavensku je ideju u Hrvatskoj praktički posve degradiralo. Jugoslavenska se ideja nakratko i neuspješno izrazila u drugoj polovici 1980-ih u koncepciji »jugoslavenske sinteze« i obrane tzv. avnojevskih načela jugoslavenske federacije, ali prije svega kao reakcija na miloševićevski »izvorni jugoslavenski federalizam«. U doba demokratskih promjena 1989.–1990. glavne političke snage u Hrvatskoj reafirmirale su ideju jugoslavenskog konfederalizma kao prijelaz prema ideji samostalne hrvatske države. Nakon sloma Jugoslavije 1991. koji nije prošao bez rata te formalnog nestanka države s imenom Jugoslavija s političke karte svijeta 2003., ideja jugoslavenstva je marginalizirana ili umrla. Zajedničke države u kojoj bi ideja mogla opstati više nema, a u novije se vrijeme postavlja pitanje je li ikad postojalo "jugoslavensko društvo" kao takvo, ili se zapravo radilo samo o konglomeratu etnija.

## Raspad Jugoslavije

### Historiografska analiza
Rastući nacionalizam u balkanskim društvima (Turska, Grčka, Bugarska, Rumunjska, Srbija, Albanija, Makedonija) je po Victoru Roudometofu logična posljedica dugotrajnoga procesa modernizacije, pa onda i raspad Jugoslavije, višenacionalne zajednice, u svijetu u kojem su integracijske i globalizacijske sile sve jače, ne može se interpretirati kao rezultat retrogradnih procesa, nego suprotno - kao ishod procesa modernizacije specifičnih balkanskih društava.

## Vanjske poveznice
- "DRŽAVLJANSTVO I NACIONALNOST U FEDERATIVNOJ JUGOSLAVIJI"  Arhivirana inačica izvorne stranice od 9. studenoga 2018. (Wayback Machine), Marc Gjidara, Hrvatska revija 1, 2001.